# Mormia crassiascoidata
Mormia crassiascoidata és una espècie d'insecte dípter pertanyent a la família dels psicòdids que es troba a Àfrica: Kenya.